# The Flame
The Flame es el quinto álbum de estudio de la banda de rock española Dover, salido a la venta el 27 de octubre de 2003. Grabado en PKO Studios (Madrid) con el productor Rick Will y masterizado por Stephen Marcussen (Marcussen Mastering, NYC). Este disco vendió alrededor de 50.000 copias solamente en España y otras tantas en Alemania; tal influencia hace que el 5 de junio de 2004 el grupo actúe en el festival de música Rock am Ring.

## Recepción
En 2005, The Flame ocupó el puesto 484 en el libro The 500 Greatest Rock & Metal Albums of All Time de la revista Rock Hard.

## Lista de canciones
Todas las canciones escritas y compuestas por Amparo Llanos y Cristina Llanos. 
| N.º   | Título                | Duración |  |
| 1.    | «The Flame»           | 2:23     |  |
| 2.    | «27 Years»            | 2:12     |  |
| 3.    | «Leave Me Alone»      | 2:34     |  |
| 4.    | «My Fault»            | 2:24     |  |
| 5.    | «My Sombrero»         | 2:40     |  |
| 6.    | «After Hours»         | 1:40     |  |
| 7.    | «Honest»              | 3:36     |  |
| 8.    | «Someone Else's Bed»  | 2:24     |  |
| 9.    | «Die For Rock & Roll» | 2:35     |  |
| 10.   | «On My Knees»         | 3:08     |  |
| 11.   | «One Black Day»       | 2:07     |  |
| 12.   | «All My Money»        | 2:19     |  |
| 30:02 |                       |          |  |

## Personal
Dover
- Cristina Llanos – Voz y guitarra acústica
- Amparo Llanos – Guitarras
- Jesús Antúnez – Batería
- Álvaro Díez – Bajo

## Listas y certificaciones

### Listas semanales
| Lista (2003)               | Mejor posición |
| -------------------------- | -------------- |
| Lista de álbumes españoles | 11             |

### Certificaciones
| País                                                            | Certificación | Ventas |
| --------------------------------------------------------------- | ------------- | ------ |
| España (PROMUSICAE)                                             | 1× Oro        | 50 000 |
| Alemania (BVMI)                                                 | 1× Oro        | 50 000 |
| ^cifras de envíos sobre la base de la certificación por sí sola |               |        |